# Grenoble École de management
Grenoble École de management (GEM) è una scuola specializzata in management e commercio riconosciuta in Europa e in Francia fondata da la Camera di Commercio e dell'Industria di Grenoble nel 1984.   
Rientra ufficialmente nel 5% delle business school con triplo accreditamento di AACSB, EQUIS e AMBA.  
L'Istituto facente parte delle Grandes écoles, dispone di strutture a Grenoble, Parigi i Berlino, Londra, Mosca, Singapore e Tbilisi. 

## Struttura
La GEM comprende i seguenti istituti:
- École supérieure de commerce de Grenoble (ESCG)
- Grenoble graduate school of business (GGSB)
- École de management des systèmes d'information (EMSI)
- Scuola di dottorato

La scuola propone programmi in lingua francese e inglese; il reclutamento degli studenti francesi si svolge su concorso dopo la frequenza delle classi preparatorie alle grandes écoles, mentre per gli studenti internazionali, l'ammissione prevede un processo di selezione basato sui precedenti meriti accademici o scolastici e sulla valutazione di saggi scritti.

## Worldwide Ranking - Classifiche Internazionali
| Ranking                                                                                           | 2015    | 2016 | 2017    | 2018    | 2019    |
| ------------------------------------------------------------------------------------------------- | ------- | ---- | ------- | ------- | ------- |
| The Economist - Full Time MBA                                                                     | 84th    | 80th | 80th    | 70th    |         |
| The Economist - Masters in Management (Master in International Business)                          | -       | -    | 20th    | -       | 37th    |
| FT - Global MBA                                                                                   | -       | 94th | 92nd    | N.R.    | 98th    |
| FT - Global EMBA                                                                                  | -       | 67th | 54th    | 60th    |         |
| FT - European Business Schools                                                                    | -       | 17th | 21st    | 26th    | 25th    |
| FT - Masters in Management (worldwide)                                                            | 20th    | 13th | 33rd    | 43rd    | 47th    |
| FT - Masters in Finance (worldwide)                                                               | 12th    | 12th | 21st    | 16th    | -       |
| THE & Wall Street Journal - Master's in Finance                                                   | -       | -    | -       | 12th    | -       |
| THE & Wall Street Journal - Master's in Management                                                | -       | -    | -       | 14th    | -       |
| THE & Wall Street Journal - Full time MBA                                                         | -       | -    | -       | 49th    | -       |
| AméricaEconomía - Global MBA                                                                      | -       | -    | 23rd    | 26th    | 18th    |
| CNN Expansion - Part time EMBA                                                                    | -       | -    | -       | 31st    | 22nd    |
| efinancial careers - Master in Finance                                                            | -       | -    | -       | -       | 20th    |
| Poets & Quants - Full Time MBA                                                                    | -       | -    | -       | 64th    | 43rd    |
| QS World University Rankings - World University Ranking by Subject: Business & Management Studies | 151-200 | -    | 201-250 | 201-250 | 151-200 |
| QS World University Rankings - Masters in Management                                              | -       | -    | -       | 26th    | 32nd    |
| QS World University Rankings - Masters in Finance                                                 | -       | -    | -       | 41st    | 46th    |
| QS World University Rankings - Masters in Marketing                                               | -       | -    | -       | -       | 36th    |
| Academic Ranking of World Universities - University Ranking by Subject: Business Administration   | -       | -    | -       | 201-300 | 101-150 |
| Academic Ranking of World Universities - University Ranking by Subject: Management                | -       | -    | 201-300 | 201-300 | 201-300 |

## Organizzazioni studentesche
Tra le associazioni della scuola c'è l'Ufficio studenti (BDE), che rappresenta gli studenti e le associazioni presso l'amministrazione scolastica. Ogni anno organizza il fine settimana di integrazione e serate a tema. 
- L'associazione studentesca Altigliss organizza dal 2000 la GEM Altigliss Challenge, una vera e propria Coppa del Mondo studentesca di sci e snowboard
- L'Ufficio Sportivo (BDS) organizza eventi sportivi per gli studenti della scuola.
- Junior Entreprise, denominata GEM Junior Conseil, è un'associazione professionale che effettua studi di marketing per le aziende clienti. È stata anche eletta migliore associazione studentesca in Francia nel 2016.
- L'associazione Zone art è al vertice di una classifica tematica delle migliori associazioni studentesche dell'anno 2017
- L'associazione Savoir oser la solidarité, è anche la vincitrice di questa classifica per l'anno 2019.

GEM diventa il vincitore del Trofeo Francofono 2021 per campus responsabili attraverso il coinvolgimento dei suoi studenti nel progetto "Student sustainability empowerment model" volto a promuovere gli sforzi e gli impegni del campus in termini di sviluppo sostenibile e responsabilità sociale e ambientale